# Звонарка (автовокзал)
Центральний автовокзал Брно-Звонарка з 1978 року є головним автовокзалом міжміського транспорту в Брно. Поточна офіційна назва зупинки згідно з Національною інформаційною системою розкладу - «Brno, ÚAN Zvonařka». ÚAN управляється ČSAD Brno holding, a.s. (належить Tourbus, яка з кінця 2021 року належить EP Real Estate Даніеля Кретінського), яка керує єдиною інформаційною системою з відправленням, попереднім продажем квитків і камерою зберігання багажу з центр знахідок ÚAN знаходиться в районі Trnitá між вулицями Zvonařka, Trnitá і Plotní та на нижній вантажній станції, навпроти торгової галереї Vaňkovka, приблизно за 0,5 км на південний південний захід від головного залізничного вокзалу. Прямо на території ÚAN є однойменна зупинка автобусів громадського транспорту та регіональних автобусних ліній Інтегрованої транспортної системи Південно-Моравського краю, а в безпосередній близькості встановлено зупинки громадського транспорту з назвами Autobusové nádraží та Opustená. до приміщення ÚAN. У 2021 році завершили дороговартісну реконструкцію за пропозицією CHYBIK + KRISTOF, три чверті якої покрили субвенції Євросоюзу.

## Напрямки руху
Автобуси з автовокзалу Звонарка в Брно курсують до багатьох міст та країн Європи. Ось куди можна дістатися зі Звонарки:
- Прага (Чехія)
- Відень (Австрія)
- Братислава (Словаччина)
- Будапешт (Угорщина)
- Мюнхен (Німеччина)
- Берлін (Німеччина)
- Краків (Польща)
- Варшава (Польща)
- Львів (Україна)
- Київ (Україна)

Деякі автобусні компанії також пропонують міжнародні маршрути до інших країн Європи, таких як Франція, Італія та Іспанія.